# Edward Banfield
Edward Banfield (Ilfracombe, 9 de febrero de 1837 - Londres, 6 de julio de 1872)
fue un ingeniero inglés del que destacó su trabajo en Argentina.

## Biografía
Entre 1865 a 1872 fue el primer gerente general de la británica Ferrocarril del Sud, fundada en Argentina por Edward Lumb en 1862.
En 1871 nació su hija, Elizabeth (Buenos Aires, 2 de marzo de 1871 - Londres, 5 de febrero de 1874), hija de Edward con su esposa Elizabeth.

## Fallecimiento
Muy enfermo, Banfield viajó en 1872 con su familia a Londres, donde falleció prematuramente.

## Honores
- En 1873 se puso el nombre Banfield, a la parada del Ferrocarril Sud  en el partido de Lomas de Zamora (en el sur del Gran Buenos Aires). Con el tiempo devino en ciudad.
- El Club Atlético Banfield, importante institución futbolística argentina. Fue fundado el 21 de enero de 1896 por habitantes de Banfield de origen británico (ingleses, en su mayoría, y algunos escoceses e irlandeses).